# Ikari Warriors
Ikari Warriors — выпущенная в 1986 году на аркадных автоматах компьютерная игра, разработанная SNK и опубликованная в США и Европе компанией Tradewest. В Японии игра известна просто как Ikari (яп. 怒 ,  букв. «ярость»). Эта игра была первой игрой SNK, имевшей серьёзный успех в США и ставшей своего рода классикой. Игра была выпущена в период, когда на рынке появилось множество клонов игры Commando. Ikari Warriors отличало от них использование вращающегося джойстика и режим для двух игроков.

## Описание
Игровыми персонажами являются солдаты по имени Ральф и Кларк, которые должны попасть в деревню Икари. Их пытаются убить вражеские солдаты, танки и вертолёты. По пути они могут обнаружить пауэр-апы, помогающие победить противника.
Ikari Warriors была первой популярной игрой, использовавшей джойстики, которые не только отклонялись в 8 направлениях, но и могли вращаться (TNK III, выпущенная SNK в 1985 году, была первой игрой, использовавшей такие джойстики). Две кнопки позволяли выстрелить из оружия и бросить гранату. Для машин без вращающихся джойстиков была кнопка с непримечательным названием toggle, включавшая-выключавшая стрейф-режим.

## Продолжения
Было выпущено 2 продолжения игры:
- Victory Road (1986)
- Ikari III: The Rescue (1989)

## Портированные версии
Ikari Warriors была портирована на несколько домашних игровых систем того времени, включая Nintendo Entertainment System, PC, Apple II, Atari ST, Atari 2600, Atari 7800, Amiga, Commodore 64, ZX Spectrum и Amstrad CPC. Большая часть портов была выпущена в 1986 году. Порт для MSX и версии для 16-битных систем были выпущены в 1987 году. Порты для PC и Commodore 64 были разработаны Quicksilver Software. В 1989 году в Великобритании компанией Elite Software была выпущена вторая версия для Commodore. Версии для Atari 2600 и Atari 7800 были выпущены в 1990 году. Версия для NES была разработана Micronics.

## Оценки и мнения
| Иноязычные издания | Иноязычные издания                                     | Иноязычные издания                                     | Иноязычные издания                                     | Иноязычные издания                                     | Иноязычные издания                                     |
| Издание            | Оценка                                                 | Оценка                                                 | Оценка                                                 | Оценка                                                 | Оценка                                                 |
| Издание            | Amstrad CPC                                            | Atari ST                                               | Commodore 64                                           | NES                                                    | ZX Spectrum                                            |
| ------------------ | ------------------------------------------------------ | ------------------------------------------------------ | ------------------------------------------------------ | ------------------------------------------------------ | ------------------------------------------------------ |
| Crash              |                                                        |                                                        |                                                        |                                                        | 76 %                                                   |
| CVG                | 37/40                                                  |                                                        |                                                        |                                                        |                                                        |
| Sinclair User      |                                                        |                                                        |                                                        |                                                        | 7/10                                                   |
| The Games Machine  |                                                        |                                                        | 87 %                                                   |                                                        | 84 %                                                   |
| Your Sinclair      |                                                        |                                                        |                                                        |                                                        | 8/10                                                   |
| Génération 4       |                                                        | 74 %                                                   |                                                        |                                                        |                                                        |
| VideoGame          |                                                        |                                                        |                                                        | [ 11 ]                                                 |                                                        |
| Награды            |                                                        |                                                        |                                                        |                                                        |                                                        |
| Издание            | Награда                                                | Награда                                                | Награда                                                | Награда                                                | Награда                                                |
| Retro Gamer, 2008  | 7-е место в рейтинге Лучших игр жанра «беги и стреляй» | 7-е место в рейтинге Лучших игр жанра «беги и стреляй» | 7-е место в рейтинге Лучших игр жанра «беги и стреляй» | 7-е место в рейтинге Лучших игр жанра «беги и стреляй» | 7-е место в рейтинге Лучших игр жанра «беги и стреляй» |